# Alicia García Herrero
Alicia García-Herrero (* 1968) ist eine spanische Wirtschaftswissenschaftlerin, Managerin und Autorin, die in Hongkong lebt. Sie ist Chefökonomin für die Region Asien-Pazifik bei der französischen Investmentbank Natixis und außerordentliche Professorin an der Hong Kong University of Science and Technology (HKUST). Zudem ist sie Senior Fellow beim europäischen Think Tank Bruegel und Non-Resident Research Fellow beim Real Instituto Elcano.

## Leben

### Ausbildung und Karriere
García-Herrero erwarb ihren Doktortitel in Wirtschaftswissenschaften an der George Washington University. Sie absolvierte zudem ein Studium der internationalen Wirtschaft am Kiel Institute of World Economics und besitzt zwei Abschlüsse: einen in Wirtschaftswissenschaften von der Bocconi University und einen in Betriebswirtschaftslehre von der Universität Burgos.
In ihrer beruflichen Laufbahn war sie als Chefökonomin für Schwellenmärkte bei der Banco Bilbao Vizcaya Argentaria tätig und konzentrierte sich auf europäische und asiatische Wirtschafts- und Finanzthemen. Sie arbeitete außerdem im Forschungsprogramm der Bank für Internationalen Zahlungsausgleich und war Mitglied des Rates der Europäischen Zentralbank.  Sie ist außerdem Mitglied des Beirats des in Berlin ansässigen Think Tanks für China, MERICS.

### Forschung und Veröffentlichungen
Ihre Forschungsgebiete umfassen Finanz- und Bankwesen sowie Geldpolitik mit besonderem Fokus auf Schwellenmärkte. Sie hat umfangreiche Untersuchungen zu Asien, insbesondere China, und dessen Einfluss auf die Weltwirtschaft durchgeführt. García-Herrero veröffentlicht regelmäßig Artikel in akademischen Zeitschriften und Büchern und ist als Kommentatorin in internationalen Medien wie Bloomberg, CNBC, CNN und Reuters aktiv. Die Wirtschaftspolitik der USA während der zweiten Präsidentschaft Donald Trumps beurteilt sie als kurzsichtig und impulsiv.

### Publikationen
- What determines global sentiment towards China’s Belt and Road Initiative? Economic and Political Studies, September 1, 2024
- How Does China Conduct Industrial Policy: Analyzing Words Versus Deeds, Journal of Industry, Competition and Trade, Volume 24, article number 10, (2024)
- Promotion of high-capacity broadband in the face of increasing global stress, Telecommunications Policy, November 22, 2023
- The War in Ukraine: Economic impact on Asia, Economic Diplomacy, Volume 1 (2023) - Issue 1 (September 2023), Co-authored.
- Will the Belt and Road Initiative Be Another Casualty of the Pandemic?, Georgetown Journal of International Affairs, November 11, 2022
- China’s State-Owned Enterprises and Competitive Neutrality, World Economics Journal, Vol.22 (1), (co-authored), 2021.
- Europe in the Midst of China-US Strategic Economic Competition: What Are the European Union’s Options? Journal of Chinese Economic and Business Studies, Vo.17 (4), 2019.
- How Does China Fare on the Russian Market? Implications for the European Union, Russian Journal of Economics, Vol.5 (4), (co-authored), 2019.
- The Regulatory Arbitrage and Window Dressing in Shadow Banking: The Example of Chinese Wealth Management Product, Economics and Political Studies, Vol.7 (3), (co-authored), 2019.
- Mexico’s Monetary Policy Communication and Money Markets, International Journal of Economics and Finance, Vol.11 (2), (co-authored), 2019.
- China’s Aging Problem Will Be Much More Serious When Urbanization is Completed, The China Leadership Monitor (CLM), May 30, 2024
- The Geoeconomics of the US and China: From Co-Dependence to Increasing Bifurcation, a chapter in the book The Transatlantic Community and China in the Age of Great Power Rivalry: From Partners to Adversaries, Routledge, 2024
- Potential Geoeconomic and Geopolitical Consequences of an Expanded BRICS, CESifo EconPol Forum 1 / 2024 January Volume 25
- China and WTO reform: What to expect, KPMG Audit Committee Quarterly, IV/2023, pp.18-23, December 2023
- China’s central role in the globalization and slowbalization trends, The Economists Voice, November 2023